# 通霄二交流道
24°29′26″N 120°40′29″E / 24.490647°N 120.674789°E
通霄二交流道是台61線交流道，位於苗栗縣通霄鎮，指標為122k（實際里程為122.3K）。原名通霄交流道，為配合「台61線白沙屯至通霄新建工程」而改名。
|  | 122 通霄二 | 通霄 |

## 鄰近公路
- 市道121號
- 縣道128號
- 苗41線

## 外部連結
- 台61線通霄一交流道、通霄二交流道、苑裡交流道示意圖 （页面存档备份，存于）（交通部公路總局）